# روبرت ماكنزي (لاعب كريكت)
روبرت ماكنزي (8 أكتوبر 1886 في الهند - 20 مارس 1934 في الهند) (بالإنجليزية: Robert Mackenzie)‏ هو لاعب كريكت بريطاني (وحمل سابقاً جنسية المملكة المتحدة لبريطانيا العظمى وأيرلندا). لعب مع نادي مقاطعة غلوستر للكريكت ‏ وDevon County Cricket Club ‏ ونادي جامعة كامبريدج للكريكيت ‏.

## وصلات خارجية
- روبرت ماكنزي على موقع إي آس بي آن كريك إنفو (الإنجليزية)